# Сальваторе Тоскано (військовик)
Сальваторе Тоскано (італ. Salvatore Toscano) - італійський морський офіцер.
Ніс службу у Королівських військово-морських силах Італії під час Другої світової війни. 

## Біографія
Сальваторе Тоскано народився 12 липня 1897 року в Імолі. У 1915 році отримав звання гардемарина. Брав участь у Першій світовій війні, несучи службу на різних кораблях. 
У 1918 році отримав звання лейтенанта, у 1926 році - капітана III рангу.
Командував есмінцем «Бореа» два роки, у 1932 року отримав звання капітана II рангу, після чого був переведений у військово-морську академію в Ліворно, де служив до 1935 року, коли був переведений у Королівський військовий гідрографічний інститут Генуї. 
У 1937 році отримав звання капітана I рангу, ніс службу на крейсері «Луїджі Кадорна», лінкорі «Кайо Дуіліо» та крейсері «Дука дельї Абруцці»
У листопаді 1938 року Сальваторе Тоскано був призначений Президентом Комісії з випробувань військових матеріалів (Mariperman) у Ла-Спеції. 12 квітня 1940 року був призначений начальником штабу Морського військового командування в Мессіні.
Зі вступом Італії у Другу світову війну призначений командувачем  IX ескадри есмінців. Його флагманським кораблем був «Вітторіо Альф'єрі».
28 березня 1941 року «Вітторіо Альф'єрі» брав участь в битві біля мису Матапан. Есмінці IX ескадри потрапили під щільний вогонь ворога.
«Вітторіо Альф'єрі», який йшов головним, о 22:30 був накритий залпом головного калібру лінкора «Барем», потім вогнем британських есмінців «Грейхаунд», «Гавок» та австралійського «Стюарт». Есмінець отримав значні пошкодження та втратив хід. Але він зумів випустити 3 торпеди, проте безрезультатно. 
О 23:15 корабель перекинувся та затонув.
Загинуло 211 членів екіпажу, в тому числі капітан Сальваторе Тоскано, який разом зі старшим механіком інженер-капітаном Джорджо Модуньо посмертно були нагороджені золотою медаллю «За військову доблесть».

## Нагороди
- Золота медаль «За військову доблесть»

## Вшанування
На честь Сальваторе Тоскано планувалось назвати один з есмінців типу «Команданті Медальє д'Оро», але будівництво не було завершене.